# Maxime Lagarde
Maxime Lagarde (16 de març de 1994) és un jugador d'escacs francès que té el títol de Gran Mestre Internacional des del 2013.
A la llista d'Elo de la FIDE del març de 2021, hi tenia un Elo de 2640 punts, cosa que en feia el jugador número 3 (en actiu) de França, i el 119è del món. El seu màxim Elo va ser de 2659 punts, a la llista del febrer de 2020.

## Resultats destacats en competició
El juliol de 2012 guanyà l'Obert d'Avoine amb 7½ punts de 9, mig punt per davant de la resta dels 360 participants.
El novembre de 2014 guanyà l'Obert Sautron amb 7½ punts de 9, mig punt per davant de Nikita Maiorov, Pierre Barbot i Dragos-Nicolae Dumitrache.
El juliol de 2015 fou 2n-5è (segon després del desempat) de l'Obert d'Andorra amb 7 punts de9, a mig punt del campió Jorge Cori.
L'agost de 2018 fou segon a l'Obert d'Escacs d'Andorra (el campió fou Miguoel Admiraal). L'agost de 2019 fou campió en la següent edició del mateix torneig, per damunt de Julen Arizmendi.
Lagarde fou segon a l'Obert d'escacs de Reykjavík de 2018, puntuant 7/9 (+6–1=2); el campió fou Baskaran Adhiban. El 2019 es proclamà Campió de França; per assolir el títol empatà al primer lloc amb 6/9 (+4–1=4), i derrotà Laurent Fressinet al tiebreak.
El 2020, Lagarde va guanyar la 22a edició del Festival de Trieste.